# Cantón de Doudeville
El cantón de Doudeville era una división administrativa francesa, que estaba situada en el departamento de Sena Marítimo y la región de Alta Normandía.

## Composición
El cantón estaba formado por diecisiete comunas:
- Amfreville-les-Champs
- Bénesville
- Berville
- Boudeville
- Bretteville-Saint-Laurent
- Canville-les-Deux-Églises
- Doudeville
- Étalleville
- Fultot
- Gonzeville
- Harcanville
- Hautot-Saint-Sulpice
- Le Torp-Mesnil
- Prétot-Vicquemare
- Reuville
- Saint-Laurent-en-Caux
- Yvecrique

## Supresión del cantón de Doudeville
En aplicación del Decreto nº 2014-266 de 27 de febrero de 2014, el cantón de Doudeville fue suprimido el 22 de marzo de 2015 y sus 17 comunas pasaron a formar parte del nuevo cantón de Yvetot.